# Judo na Światowych Wojskowych Igrzyskach Sportowych 2015

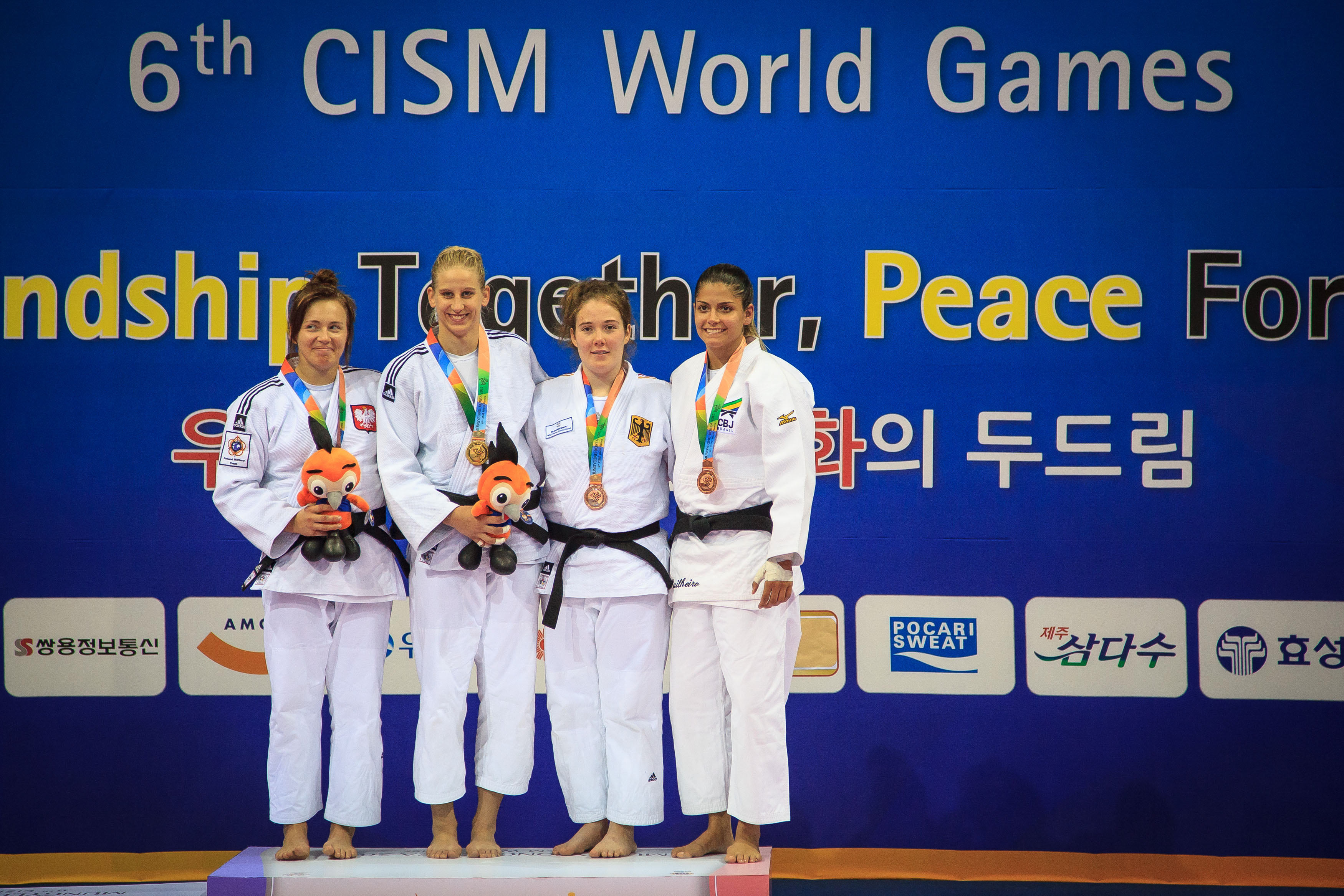
Mungyeong 2015. Od lewej stoją: Daria Pogorzelec (2. m), Anamari Velensek (1. m), Julia Tillmanns i Nadia Merli (3. m)

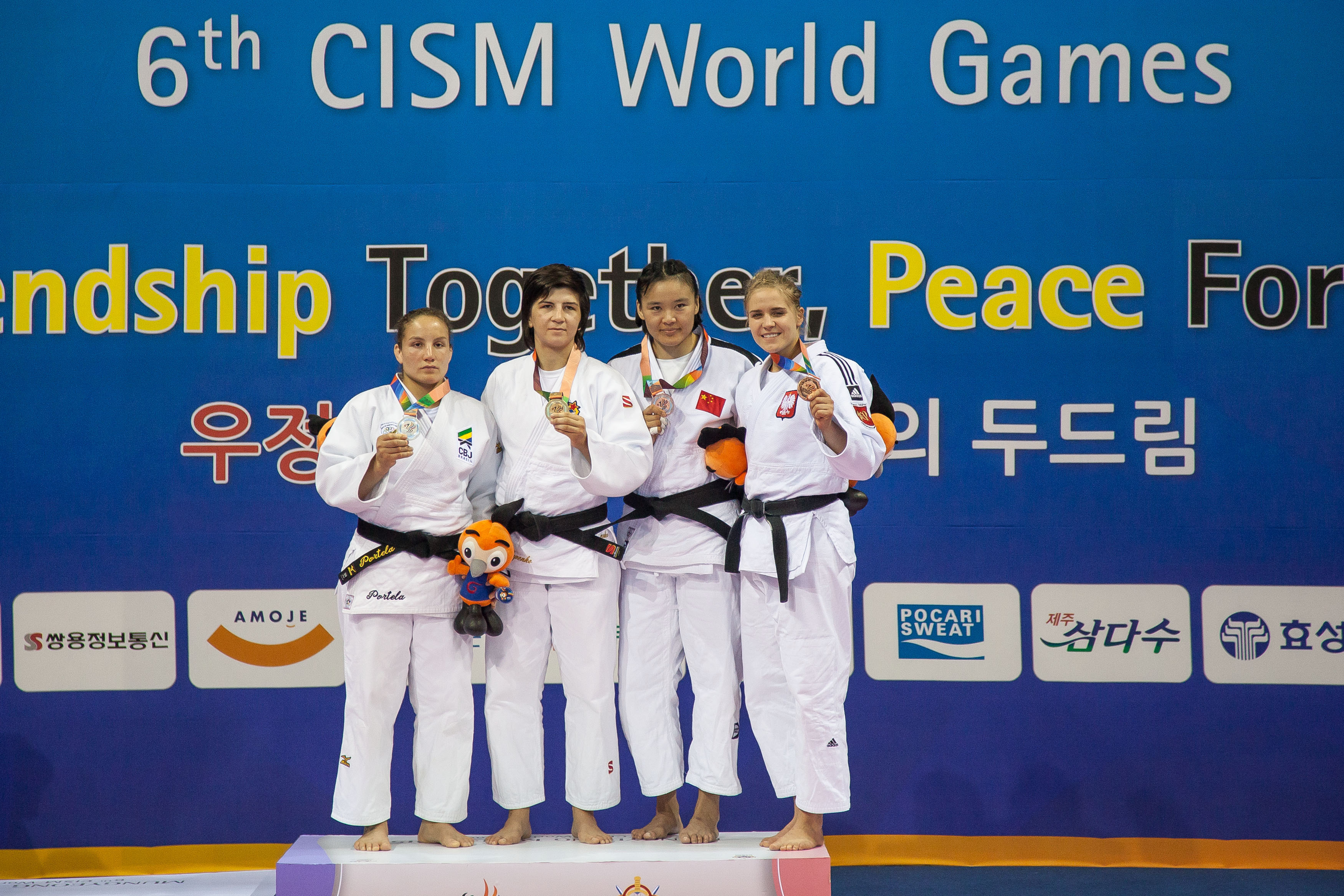
Mungyeong 2015. Od lewej stoją: M.Portela (2), A. Prokopenko (1. m), Y. Zi i K. Tałach (3)

Zawody w judo na 6. Światowych Wojskowych Igrzyskach Sportowych 
zorganizowane przez Międzynarodową Radę Sportu Wojskowego (CISM) dla sportowców-żołnierzy, które odbyły się w południowokoreańskim Mungyeongu w dniach 3 – 6 października 2015 roku podczas światowych igrzysk wojskowych. Polska reprezentacja zdobyła 4 medale.

## Harmonogram
| Październik 2015 | 2 Pt | 3 So | 4 Nd | 5 Pn | 6 Wt | 7 Śr | 8 Cz |
| ---------------- | ---- | ---- | ---- | ---- | ---- | ---- | ---- |
| Judo             |      | 2    |      | 7    | 7    |      |      |

Legenda
|  | Kwalifikacje |  | Finał (ilość) |

## Kategorie wagowe
Kobiety i mężczyźni podczas światowych igrzysk wojskowych w Mungyeongu rozgrywali w dniu 3 października turnieje drużynowe.
| - ekstralekka – 60 kg - półlekka – 66 kg - lekka – 73 kg - półśrednia – 81 kg - średnia – 90 kg - półciężka – 100 kg - ciężka – + 100 kg | - ekstralekka – 48 kg - półlekka – 52 kg - lekka – 57 kg - półśrednia – 63 kg - średnia – 70 kg - półciężka – 78 kg - ciężka – + 78 kg |

## Medaliści

### Mężczyźni
| Kat. wagowa             | Złoto | Srebro | Brąz |
| Kat. wagowa             | Reprezentacja / Zawodnik | Reprezentacja / Zawodnik | Reprezentacja / Zawodnik                                                                                                   |
| Waga ekstralekka −60 kg | Felipe Kitadai | Vugar Shirinli | Hwang Dong-kyu Fraj Dhouibi                                                                                                |
| Waga półlekka −66 kg    | Ali Eid Elshoufy | Batsuuri Adiya | Nicat Şıxəlizadə Han Jang-soo                                                                                              |
| Waga lekka −73 kg       | Lee Jung-min | Vahid Bana | Huseyn Rahimli Ludovic Cavallera                                                                                           |
| Waga półśrednia −81 kg  | Lee Seung-su | Aslan Lappinagov | Julian Kermarrec Sa’id Mollaji                                                                                             |
| Waga średnia −90 kg     | Eduardo Bettoni | Rachid Assameur | Kim Hyung-ki Tsogtgerel Khutag                                                                                             |
| Waga półciężka −100 kg  | Toma Nikiforov | Lee Min-hyuk | Elmar Qasımov Rustam Szchalachow                                                                                           |
| Waga ciężka +100 kg     | Mohammed Amine Tayeb | Walter Santos | Liu Jian Omar Ehal Hamed                                                                                                   |
| Drużynowo               | Brazylia · Felipe Kitadai · Charles Chibana · Leandro Guilheiro · Eduardo Bettoni · Luciano Corrêa · Leandro Cunha · Walter Santos | Mongolia · Batsuuri Adiya · Ambaselmaa Bayarsaikhan · Bayarmagnai Dagvadorj · Sanduijav Dashtseren · Enkhtur Enkhjargal · Tumennasan Erdenetogtokh · Tsogtgerel Khutag | Azerbejdżan · Vugar Shirinli · Nicat Şıxəlizadə · Huseyn Rahimli · Tural Safguliyev · Elmar Qasımov                        |
| Drużynowo               | Brazylia · Felipe Kitadai · Charles Chibana · Leandro Guilheiro · Eduardo Bettoni · Luciano Corrêa · Leandro Cunha · Walter Santos | Mongolia · Batsuuri Adiya · Ambaselmaa Bayarsaikhan · Bayarmagnai Dagvadorj · Sanduijav Dashtseren · Enkhtur Enkhjargal · Tumennasan Erdenetogtokh · Tsogtgerel Khutag | Korea Południowa · Hwang Dong-kyu · Han Jang-soo · Jung Min-hyuk · Kim Ji-won · Lee Jung-min · Lee Min-hyuk · Lee Seung-su |

### Kobiety
| Kat. wagowa             | Złoto | Srebro | Brąz |
| Kat. wagowa             | Reprezentacja / Zawodniczka                                                                                            | Reprezentacja / Zawodniczka                                                                                         | Reprezentacja / Zawodniczka                                                                                                 |
| Waga ekstralekka −48 kg | Maria Persidskaia | Luo Shanshan | Sarah Menezes Marine Lhenry                                                                                                 |
| Waga półlekka −52 kg    | Anna Charitonowa | Morgane Lohezic | Lan Yu Putu Virgynia |
| Waga lekka −57 kg       | Tatiana Kazeniuk | Rafaela Silva | Wang Hui Arleta Podolak |
| Waga półśrednia −63 kg  | Mariana Silva | Nina Milosevic | Huang Lingling Pari Surakatova                                                                                              |
| Waga średnia −70 kg     | Alena Prokopenko | Maria Portela | Yan Zi Karolina Tałach |
| Waga półciężka −78 kg   | Anamari Velensek | Daria Pogorzelec | Nadia Merli Julia Tillmanns                                                                                                 |
| Waga ciężka +78 kg      | Li Yang | Switłana Jariomka                                                                                                   | Rochele Nunes Zhou Yafei |
| Drużynowo               | Brazylia · Érika Miranda · Sarah Menezes · Nadia Merli · Rafaela Silva · Mariana Silva · Maria Portela · Rochele Nunes | Polska · Kinga Kubicka · Halima Mohamed-Seghir · Agata Ozdoba · Daria Pogorzelec · Arleta Podolak · Karolina Tałach | Chiny · Luo Shanshan · Lan Yu · Wang Hui · Huang Lingling · Yan Zi · Li Yang · Zhou Yafei                                   |
| Drużynowo               | Brazylia · Érika Miranda · Sarah Menezes · Nadia Merli · Rafaela Silva · Mariana Silva · Maria Portela · Rochele Nunes | Polska · Kinga Kubicka · Halima Mohamed-Seghir · Agata Ozdoba · Daria Pogorzelec · Arleta Podolak · Karolina Tałach | Rosja · Anna Charitonowa · Ekaterina Onoprienko · Maria Persidskaia · Tatiana Kazeniuk · Alena Prokopenko · Pari Surakatova |

## Klasyfikacja medalowa
* Organizator zawodów został zaznaczony tym kolorem, Polskę oznaczono tekstem pogrubionym. 
|                    |                    |                    |                    |    |    |    |    |   |   |    |   |   |    |
| 1                  | Brazylia           | 5                  | 3                  | 3  | 11 | 3  | 1  | 0 | 2 | 2  | 3 |   |    |
| 2                  | Rosja              | 4                  | 1                  | 3  | 8  | 0  | 1  | 1 | 4 | 0  | 2 |   |    |
| 3                  | Korea Południowa   | 2                  | 1                  | 4  | 6  | 2  | 1  | 4 | 0 | 0  | 0 |   |    |
| 4                  | Chiny              | 1                  | 1                  | 7  | 9  | 0  | 0  | 1 | 1 | 1  | 6 |   |    |
| 5                  | Korea Północna     | 1                  | 1                  | 0  | 2  | 1  | 1  | 0 | 0 | 0  | 0 |   |    |
| 5                  | Słowenia           | 1                  | 1                  | 0  | 2  | 0  | 0  | 0 | 1 | 1  | 0 |   |    |
| 7                  | Egipt              | 1                  | 0                  | 1  | 2  | 1  | 0  | 1 | 0 | 0  | 0 |   |    |
| 8                  | Belgia             | 1                  | 0                  | 0  | 1  | 1  | 0  | 0 | 0 | 0  | 0 |   |    |
| 9                  | Polska             | 0                  | 2                  | 2  | 4  | 0  | 0  | 0 | 0 | 2  | 2 |   |    |
| 10                 | Mongolia           | 0                  | 2                  | 1  | 3  | 0  | 2  | 1 | 0 | 0  | 0 |   |    |
| 11                 | Azerbejdżan        | 0                  | 1                  | 4  | 5  | 0  | 1  | 4 | 0 | 0  | 0 |   |    |
| 12                 | Francja            | 0                  | 1                  | 3  | 4  | 0  | 0  | 2 | 0 | 1  | 1 |   |    |
| 13                 | Iran               | 0                  | 1                  | 1  | 2  | 0  | 1  | 1 | 0 | 0  | 0 |   |    |
| 14                 | Ukraina            | 0                  | 1                  | 0  | 1  | 0  | 0  | 0 | 0 | 1  | 0 |   |    |
| 15                 | Indonezja          | 0                  | 0                  | 1  | 1  | 0  | 0  | 0 | 0 | 0  | 1 |   |    |
| 15                 | Niemcy             | 0                  | 0                  | 1  | 1  | 0  | 0  | 0 | 0 | 0  | 1 |   |    |
| 15                 | Tunezja            | 0                  | 0                  | 1  | 1  | 0  | 0  | 1 | 0 | 0  | 0 |   |    |
| Ogółem (17 państw) | Ogółem (17 państw) | Ogółem (17 państw) | Ogółem (17 państw) | 16 | 16 | 32 | 64 | 8 | 8 | 16 | 8 | 8 | 16 |

Źródło: